# روزگار آکسوی
روزگار آکسوی (به ترکی استانبولی: Rüzgar Aksoy) (زاده ۵ ژانویه ۱۹۸۱، استانبول)یک بازیگر و صداپیشه اهل ترکیه است.
آکسوی که از رشته هنر دانشگاه هالیچ فارغ التحصیل شد، اولین تجربه بازیگری خود را در سال ۲۰۱۰ در سریال تلویزیونی «از آدانا» با بازی  اوکتای کاینارجا و محمد عاکف الاکورت تجربه کرد. در ادامه فعالیت بازیگری خود با مجموعه‌های تلویزیونی مانند، عشق سیاه، روزی روزگاری در چوکوروا و قیام عثمان و رامو و نیز در پروژه های بسیاری به عنوان صداپیشه شرکت کرد. 

## فیلم شناسی[۲]
| سینما     | سینما                               | سینما            |
| سال       | عنوان                               | نقش              |
| --------- | ----------------------------------- | ---------------- |
| ۲۰۱۸      | کشف                                 | محمت             |
| ۲۰۱۸      | دیوانگان: فرمان فاتح                | سلطان محمود فاتح |
| ۲۰۲۱      | نفرت                                | یادگار           |
| نامشخص    | بلبل عجیب نسیت ارتاش                | محمدعلی آلتان    |
| تلویزیون  |                                     |                  |
| سال       | عنوان                               | نقش              |
| 2008-2010 | از آدانا                            | فروح             |
| 2008      | گنجشک                               | دوریم            |
| 2010-2011 | سریال ترکان                         | حیدر             |
| 2011      | ایستگاه                             | چنگیز            |
| 2011-2012 | تو هم نرو                           | سلیم             |
| 2012      | اینجا با مسعود یار زیاد صحبت می شود | روزگار(خودش)     |
| 2012      | در حالی که مادرم خواب است           | جم               |
| 2013      | درویش پیروز                         | تایفان           |
| 2013      | زنان خانه دار ناامید                | مهمت             |
| 2014      | آه نریمان                           | عارف             |
| 2015-2017 | عشق سیاه                            | طارق سویدره      |
| 2016      | سفر عشق یونس امره                   | حسن میمبرچی      |
| 2017      | چهره به چهره                        | اندر             |
| 2018      | دروغ های بزرگ بزرگ                  | عثمان            |
| 2018      | صحبت زیاد با مسعود یار              | خودش             |
| 2019      | روزی روزگاری در چوکوروا             | ارجمند           |
| 2020      | رامو                                | هالیف            |
| 2021      | دردسرساز                            | بالابان          |
| 2021-2023 | قیام عثمان                          | تورگوت بیگ       |
| 2023      | عمر                                 | هالوک تزر        |
| 2023-2024 | سبد رخت چرک                         | یاووز بیرقدار    |
| 2024      | عزیز محمود هدایی: سفر عشق           | عزیز محمود هدایی |

## دوبله
- امیر ساراف اوغلو - نام او را فریها گذاشتم
- کاپیتان آمریکا-کاپیتان آمریکا: جنگ داخلی
- Captain America-Avengers: Endgame

## جوایز
| سال  | جایزه             | دسته بندی                                            | تولید | نتیجه گیری | منبع  |
| ---- | ----------------- | ---------------------------------------------------- | ----- | ---------- | ----- |
| 2013 | جوایز تئاتر عفیفه | بهترین بازیگر نقش مکمل مرد در یک موزیکال یا کمدی سال | هنر   | برنده      | [ ۳ ] |